# 拉賈安帕特群島

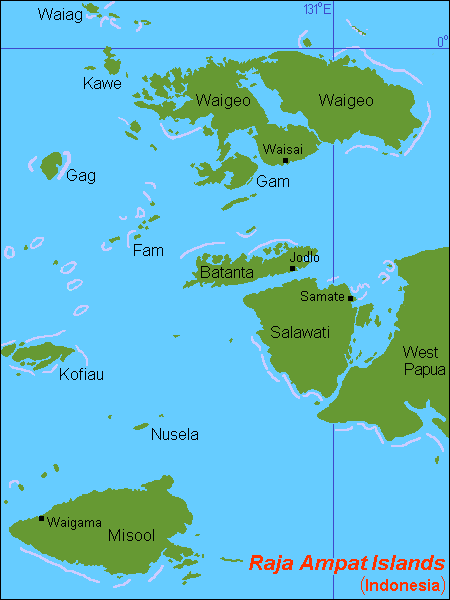
拉賈安帕特群島地圖

拉賈安帕特群島，又稱四王群島 (Raja Ampat)，是印度尼西亞的群島，位於西巴布亞省多貝拉伊半島對開海域，由超過1,500個小型島嶼、珊瑚礁和淺灘組成，環繞米蘇爾島、薩拉瓦蒂島、巴丹塔島和衛吉島四個主要島嶼和科菲奥岛，群島範圍陸地和海洋面積超過40,000平方公里，其中還包含全國最大的海洋公園極樂鳥灣，是西巴布亞省前身西伊里安查亞省的一部分，也是澳大利亞大陸最北端的土地。行政上由拉贾安帕特县和索龙县管理。
根據保護國際的海洋調查顯示，拉賈安帕特群島位於地球上已知最多海洋生物種類的地區，種類數目多於印度尼西亞、菲律賓和巴布亞新幾內亞組成的珊瑚三角區，有1,309種魚類、537種珊瑚和699種軟體動物。

## 外部連結
- Indonesia's Official Tourism Website （页面存档备份，存于）
- Diving in Raja Ampat （页面存档备份，存于） （页面存档备份，存于）
- Indonesia Undersea - National Geographic Magazine feature on Raja Ampat （页面存档备份，存于）
- Raja Ampat Liveaboard Diving
- Diving Indonesia in Style - Raja Ampat, X-Ray Magazine （页面存档备份，存于）

0°14′S 130°31′E / 0.233°S 130.517°E